# Daniël François Malan
Daniël François Malan, PC (afrikaans IPA kiejtése: [ˈdɑːni.əl franˈswɑ mɑ'lan]; Riebeek West, 1874. május 22. – Stellenbosch, 1959. február 7.) dél-afrikai politikus, a Dél-afrikai Unió negyedik miniszterelnöke volt 1948 és 1954 között. Miniszterelnöki hivatali ideje alatt megtette az első lépéseket az apartheid rendszer felállításáért.

## Család
1926-ban feleségül vette Martha Margaretha Elizabeth Van Tondert, született Zandberget (1897–1930), aki négy évvel később meghalt. Ebből a házasságból két fia született. Az 1930-as években kötötte második házasságát Maria Ann Sophia Louw-val (1905-1973). Örökbe fogadtak egy lányt.

## Fordítás
Ez a szócikk részben vagy egészben  a   D.F. Malan című angol Wikipédia-szócikk ezen változatának fordításán alapul.  Az eredeti cikk szerkesztőit annak laptörténete sorolja fel. Ez a jelzés csupán a megfogalmazás eredetét és a szerzői jogokat jelzi, nem szolgál a cikkben szereplő információk forrásmegjelöléseként.